# Raiffeisenbank Rannungen
Die Raiffeisenbank eG ist eine Genossenschaftsbank mit Sitz in der bayerischen Gemeinde Rannungen im Landkreis Bad Kissingen.

## Geschichte
Die Raiffeisenbank eG entstand in ihrer heutigen Form im Jahr 2023 durch die Fusion der Raiffeisenbank Maßbach eG mit dem Sitz in Rannungen mit der Raiffeisenbank Nüdlingen eG mit dem Sitz in Nüdlingen.
Die Raiffeisenbank Maßbach eG wiederum entstand 1991 durch die Fusion der Raiffeisenbank Rannungen eG (Gründung am 24. Oktober 1881) mit der Raiffeisenbank Poppenlauer-Maßbach eG (Gründung am 30. April 1913) mit Sitz in Maßbach.
Im Jahr 1980 fusionierte die Raiffeisenbank Maßbach und Umgebung eG mit der Raiffeisenbank Poppenlauer eG mit dem Sitz in Poppenlauer, der Raiffeisenkasse Volkershausen e.G. mit dem Sitz in Volkershausen und der Raiffeisenkasse Thundorf/Ufr. eG mit dem Sitz in Thundorf in Unterfranken zur Raiffeisenbank Poppenlauer-Maßbach eG. Die Raiffeisenbank Maßbach und Umgebung eGmbH fusionierte bereits im Jahr 1971 mit der Raiffeisenkasse Rothhausen bei Münnerstadt eGmbH mit den Sitz in Rothhausen.
Im Jahr 1979 fusionierte die Raiffeisenbank Hambach eG mit dem Sitz in Hambach mit der Raiffeisenbank Rannungen eG und bereits zuvor im Jahr 1976 die Raiffeisenkasse Pfersdorf eG mit dem Sitz in Pfersdorf mit der damaligen Raiffeisenbank Rannungen-Rottershausen eG (der späteren Raiffeisenbank Rannungen eG). Die Raiffeisenbank Rannungen-Rottershausen eG (nach einer zwischenzeitlichen Umfirmierung) wiederum entstand im Jahr 1971 als Raiffeisenbank Rannungen eGmbH durch die Fusion der Raiffeisenkasse Rottershausen eGmbH mit dem Sitz in Rottershausen mit der Raiffeisenbank Rannungen eGmbH.
Durch die Fusion der Raiffeisenkasse Hambach eGmbH im Jahre 1970 mit der Raiffeisenkasse Holzhausen b. Schweinfurt eGmbH mit dem Sitz in Holzhausen entstand die Raiffeisenkasse Hambach und Umgebung eGmbH.

## Rechtsverhältnisse
Die Raiffeisenbank eG ist im Genossenschaftsregister beim Amtsgericht Schweinfurt unter GnR 68 eingetragen.

## Organisationsstruktur
Rechtsgrundlagen sind das Genossenschaftsgesetz und die durch die Vertreterversammlung beschlossene Satzung. Organe der Bank sind der Vorstand, der Aufsichtsrat und die Vertreterversammlung.

## Sicherungseinrichtung
Die Raiffeisenbank eG ist der amtlich anerkannten Sicherungseinrichtung des Bundesverbandes der Deutschen Volksbanken und Raiffeisenbanken GmbH und der zusätzlichen freiwilligen Sicherungseinrichtung des Bundesverbandes der Deutschen Volksbanken und Raiffeisenbanken e.V. angeschlossen.

## Geschäftsausrichtung
Die Raiffeisenbank eG betreibt das Universalbankgeschäft. Im Verbundgeschäft arbeitet sie mit der DZ Bank, R+V Versicherung, Bausparkasse Schwäbisch Hall, Teambank, VR Leasing,  DZ Hyp und der Union Investment zusammen.

## Geschäftsgebiet
Das Geschäftsgebiet liegt im Osten des Landkreises Bad Kissingen sowie im Norden des Landkreises Schweinfurt.
An diesen Orten betreibt die Bank Filialen:
- Rannungen (Hauptstelle, jur. Sitz)
- Nüdlingen (Geschäftsstelle)
- Maßbach (Geschäftsstelle)
- Hambach (Geschäftsstelle)
- Rottershausen (Geschäftsstelle)